# Фијат CR.25
Фијат CR.25 (итал. Fiat CR.25) је италијански вишенаменски борбени авион. Авион је први пут полетео 1937. године. Коришћен је у току Другог светског рата као ловац дугог долета, извиђач средњег долета, лаки бомбардер и авион за брзи превоз путника и терета.

## Пројектовање и развој
Фиат CR.25 је пројектовао и направио тим инжењера Celestino Rosatelli 1937. године. Овај авион се показао као једна од најбољих Фиатових вишенаменских авиона. Фиат CR.25 је био чврст, елегантан и добро конципиран авион, који је брзо показао свој потенцијал. Авион се показао као флексибилан у извршавању неколико задатака као што су: ловац дугог домета, ноћни ловац, брзо извиђање средњег домета, лаки бомбардер, па чак и за брзи путнички и карго превоз.
Авион је први пут полетео 22. јула 1937. а у оперативну употребу ушао 1940. године а производила га је фирма Fiat Aviazione (Фиат Авиационе).

## Технички опис
Авион Фиат CR.25 је двомоторни вишенаменски авион конзолни самоносећи нискокрилац металне конструкције са увлачећим стајним трапом.
Носећа конструкција трупа је направљена од челичних цеви и профила који су спојени аутогеним заваривањем. Труп је имао правоугаони попречни пресек и довољно простора да се у њега може, према намени авиона сместити: пилотска кабина простор за посаду, наоружање и бомболук или путничка кабина или карго простор.. Предњи део трупа до иза крила је обложен алуминијумским лимом који је закивцима причвршћен за носећу конструкцију. Средњи део трупа између крила и репа је обложен импрегнираним платном док је реп обложен алуминијумским лимом. Са леве стране трупа се налазе врата за улазак у авион. Пилотска кабина и остали део трупа представљају једну целину.
У авион Фиат CR.25 су на крилима уграђивани мотори (два мотора) Фиат А.74 RC38 14-цилиндрични ваздухом хлађеним, радијални мотор са турбопуњачем, снаге 870 КS (650 kW), при узлетању 960 КS (720 kW). Мотор је био обложен НАЦА прстеном за побољшано хлађење мотора. Мотор је имао уграђен редуктор и трокраку Фиат- Хамилитон (Hamilton Standard 3D.41-1) елису пречника 2.9 m са променљивим кораком у лету.
Крила авиона Фиат CR.25 су са две рамењаче кутијастог типа. Конструкција је метална а облога од алуминијумског лима закивцима причвршћена за носећу конструкцију. Облик крила је једнакокраки трапез који се завршавао полукружно, а оса крила је управна на осу трупа авиона. У унутрашњости крила између трупа и мотора су се налазили резервоари за гориво а у задњем горњем делу гондола мотора су били смештени резервоари за уље. Са доње задње стране гондола био је простор за смештај точкова и хидрауличног система за увлачење точкова. Конструкција елерона је била од дурала а облога од алуминијумског лима
Реп авиона се састоји од једног вертикалног и два хоризонтална стабилизатора чије су носеће конструкције биле саставни део конструкције трупа (челична цевна заварена конструкција) а облоге стабилизатора су биле од алуминијумског лима причвршћене за конструкцију закивцима. Кормила правца и два кормила дубине су направљена од дуралуминијума са облогама од платна. 
Стајни трап му је класичан имао је две предње ноге са нископритисним гумама, предњи точкови су се уз помоћ хидрауличног уређаја увлачили у задње делове гондола мотора у току лета, а задњи само усмеравајући точак који се у току лета није увлачио у труп авиона се налази на репу авиона. С обзиром да у гондоли мотора није било доста простора за смештај точка они су у увученом стању вирили изван облоге мотора.

## Наоружање
Наоружање се састојало од три митраљеза Бреда-САФАТ калибра 12,7 mm, од којих су два била смештена у носном делу трупа, а један у дорзалној куполи која се налазила на средини трупа авиона. У Трупу је авион могао да понесе максимално 700 kg бомби.
| Наоружање авиона: Фиат         |                 |
| Ватрено (стрељачко) наоружање  |                 |
| Топ                            |                 |
| Митраљез                       |                 |
| Број и ознака митраљеза        | 3 х Бреда САФАТ |
| Калибар                        | 12,7            |
| Бомбардерско наоружање (бомбе) |                 |
| Укупна маса                    | 700             |
| Ракетно наоружање (ракете)     |                 |

## Верзије
- CR.25 - двомоторни авион направљена два прототипа извиђачка и бомбардерска варијанта.
- CR.25bis - стратешки извиђачки авиони, ескортни борбени авиони дугог долета, направљено осам предсеријских авиона.
- CR.25 D - прототип транспортног авиона (VIP) за италијанског ваздухопловног аташеа у Берлину.
- CR.25quater - је теже наоружана верзија са малим повећањем површине крила и моторима од 1.175 KS, пројект је остао на папиру[3].

## Оперативно коришћење
Авион Фиат CR.25 је у идејном пројекту замишљен као лаки бомбардер, на конкурсу ратног ваздухопловства усвојен као ескортни ловац дугог долета а најуспешнији у току рата је био као стратешки извиђач који је коришћен од јула 1941. до јануара 1943. за извиђање и пратњу бродова и патролирао је дуж италијанске обале и Медитераном. Патролна верзија авиона је у трупу уместо бомби имала додатне резервоаре за гориво. Произведено је укупно 10 примерака ових авиона, 8 као предсерија и 2 прототипа. Један од ових авиона је адаптиран у путнички ВИП авион за потребе амбасаде Италије у Берлину.
Чињеница је, да стицајем низа неповољних околности, нису искоришћене све могућности које је пружао овај изванредан авион.

## Земље које су користиле авион
- Италија